# Rok zasvěceného života

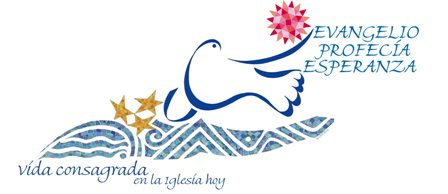
Logo Roku zasvěceného života(2014–2016)

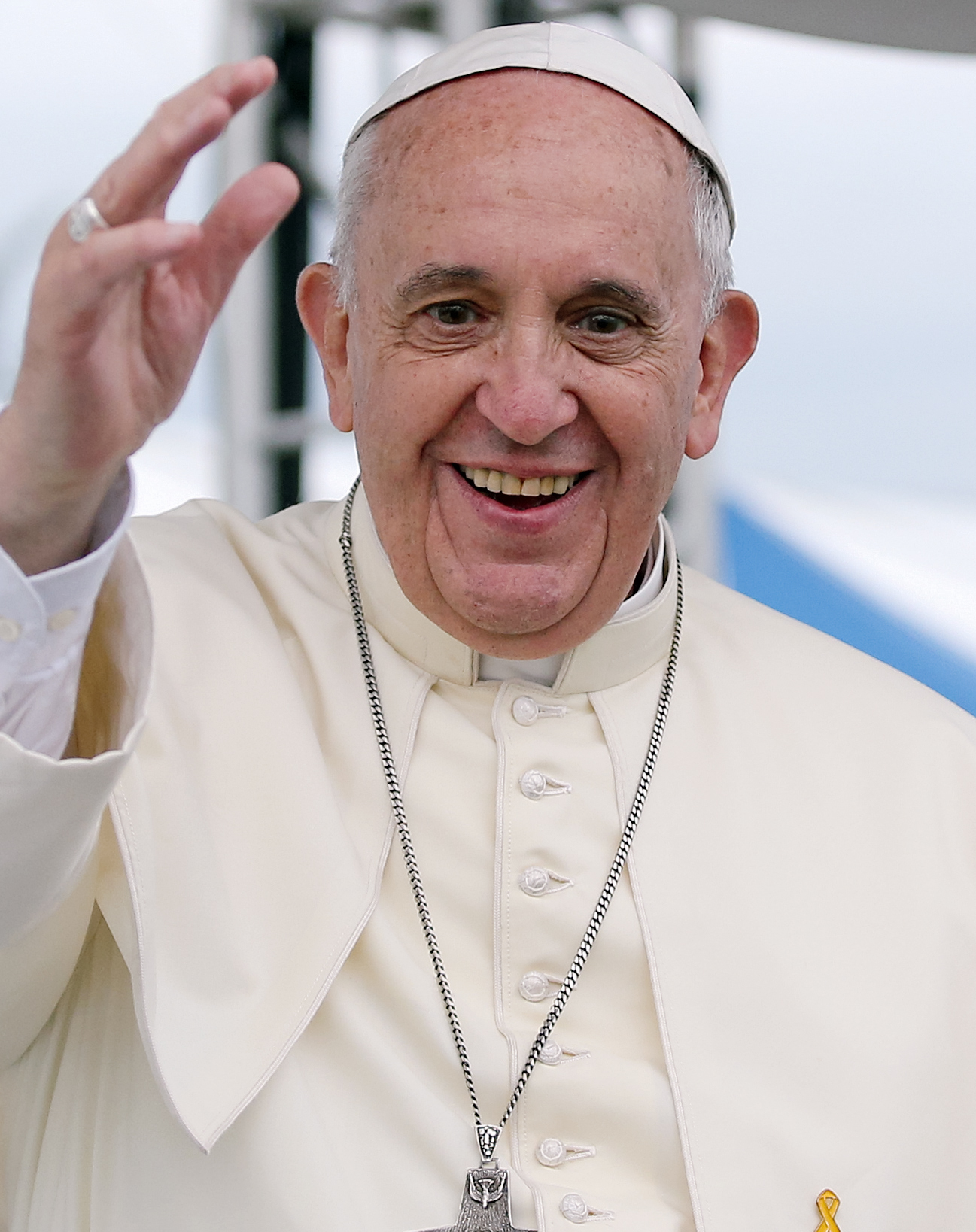
Papež František, který vyhlásil Rok zasvěceného života

Rok zasvěceného života je období, které papež vyhlásil jako období věnované zasvěcenému životu řeholníků, kněží a zasvěcených laiků.

## Rok zasvěceného života 2014–2016
30. listopadu 2014, na první neděli adventní, vyzval papež František všechny zasvěcené osoby k zahájení Roku zasvěceného života v exhortaci, kterou nazval: Probuďte svět!
Papež tento zvláštní rok vyhlásil u příležitosti 50. výročí vydání dogmatické konstituce Lumen gentium, která se v jedné ze svých kapitol věnuje řeholníkům. Papež zaslal zasvěceným mužům a ženám dopis, v němž vyjmenovává cíle, očekávání a horizonty Roku zasvěceného života, který byl ukončen 2. února 2016 a který je inspirován pokyny obsaženými v exhortaci Vita consecrata sv. Jana Pavla II.

### Cíle pro Rok zasvěceného života
1. Prvním cílem je ohlédnout se zpět s vděčností.
2. Druhým cílem je, že tento rok nás také vyzývá, abychom žili přítomnost s nadšením.
3. Třetím cílem je přijmout budoucnost s nadějí.[3]

### Očekávání od Roku zasvěceného života
1. Výzva k prožívání radosti a lásky od Boha pro bratry a sestry
2. Probudit svět, být proroky na zemi.
3. Být odborníky ve společenství, aby Ježíš šel kupředu.
4. Vydat se do celého světa, vyjít na periferie.
5. Ptát se sami sebe, co žádá Bůh a lidstvo.[2]

### Horizonty Roku zasvěceného života
1. Aby se k nim připojili řeholníci a zasvěcení laici.
2. Rozšířit Rok zasvěceného života na laiky.
3. Vyzvěte ke spolupráci s ostatními církvemi.
4. Komunikace církve s mnišským životem a jinými řeholními tradicemi.
5. Všem biskupům, aby se připojili k papežově službě.[2]

### Logo Roku zasvěceného života
Logo Roku zasvěceného života vyjadřuje prostřednictvím symbolů základní hodnoty zasvěceného života. Uznává „neustálé působení Ducha svatého, který prostřednictvím znamení šíří bohatství praxe evangelijních rad prostřednictvím četných charismat a který také tímto způsobem zpřítomňuje Kristovo tajemství trvalým způsobem v církvi a ve světě, v čase a prostoru“. Grafické znamení, které vykresluje profil holubice, odpovídá v arabštině slovu Pokoj: výzva k povolání zasvěceného života, aby bylo příkladem všeobecného smíření v Kristu.

### Symboly v logu
Holubice nad vodami
Holubice patří v klasické symbolice k označení působení Ducha svatého, zdroje života a inspirátora tvořivosti. Je to odkaz na počátek dějin: na počátku se Duch Boží vznášel nad vodami – srov. Gn 1, 1 (Kral, ČEP). Holubice, vznášející se nad mořem, které se bouří nevyjádřeným životem, připomíná trpělivou a důvěřivou plodnost, zatímco znamení kolem ní odhalují tvůrčí a obnovující působení Ducha. Holubice také evokuje posvěcení Kristova lidství ve křtu.
Tři hvězdy
Připomínají identitu zasvěceného života ve světě: jako confessio Trinitatis, signum fraternitatis a servitium caritatis. Vyjadřují kruhovost a vztah trinitární lásky, kterou se zasvěcený život snaží žít každý den ve světě ve znamení bratrství. Hvězdy také označují trojitou zlatou pečeť, kterou byzantská ikonografie uctívá Marii, Všech svatých, první Kristovu učednici, vzor a patronku všeho zasvěceného života.
Mnohostěnný glóbus
Malý mnohostěnný glóbus označuje svět s jeho rozmanitostí národů a kultur, jak potvrzuje papež František. Dech Ducha jej udržuje a vede do budoucnosti. Výzva zasvěceným mužům a ženám, aby byli „nositeli Ducha (pneumatophóroi), autenticky duchovními muži a ženami, schopnými skrytě činit dějiny plodnými“.

### Motto
Vita consecrata in Ecclesia hodie. Evangelium, Prophetia, Spes
Motto dále zdůrazňuje identitu a obzory, zkušenost a ideály, milost a cestu, kterou zasvěcený život žil a žije v církvi jako Boží lid na pouti národů a kultur vstříc budoucnosti.
Evangelium: označuje základní normu zasvěceného života, kterou je „sequela Christi, jak je předkládána v evangeliu“ (PC 2a). Nejprve jako „živá paměť Ježíšova způsobu jednání a existence“ (VC 22), poté jako životní moudrost ve světle mnoha rad, které Mistr navrhuje učedníkům (srov. LG 42). Evangelium dává vůdčí moudrost a radost (EG 1).
Profetia: označuje prorocký charakter zasvěceného života, který je „formou zvláštní účasti na prorocké funkci Krista, předávané Duchem svatým celému Božímu lidu“.
Spes: připomíná nám konečné naplnění křesťanského tajemství. Žijeme v době všeobecné nejistoty a nedostatku projektů s širokým horizontem: naděje ukazuje svou kulturní a sociální křehkost, horizont je temný, protože „Boží stopa se zdá být ztracena“.